# Збіжність за мірою
Збіжність за мірою у теорії міри, функціональному аналізі і суміжних дисциплінах — це вид збіжності вимірних функцій заданих на просторі з мірою.
Частковим випадком міри є ймовірність, відповідно, збіжність за ймовірністю є частковим випадком збіжності за мірою.
Збіжність за ймовірністю у теорії ймовірностей — це вид збіжності випадкових величин заданих на ймовірнісному просторі.

## Збіжність за мірою
Нехай {\displaystyle (X,{\mathcal {F}},\mu )} — простір з мірою {\displaystyle f_{n},f:X\to \mathbb {R} ^{m},\;n=1,2,\ldots } — вимірні функції на цьому просторі. Говорять, що послідовність функцій {\displaystyle \{f_{n}\}_{n=1}^{\infty }} збігається за мірою до функції {\displaystyle f}, якщо: {\displaystyle \forall \varepsilon >0,\;\lim \limits _{n\to \infty }\mu (\{x\in X\mid \|f_{n}(x)-f(x)\|>\varepsilon \})=0}.
Позначення: {\displaystyle f_{n}{\stackrel {\mu }{\longrightarrow }}f}.

## Збіжність за ймовірністю
Нехай дано імовірнісний простір {\displaystyle (\Omega ,{\mathcal {F}},P)}, з визначеною на ньому послідовністю випадкових величин {\displaystyle X_{n},X,\;n=1,2,\ldots }. Якщо для як завгодно малого {\displaystyle \varepsilon }, ймовірність нерівності {\displaystyle |X_{n}-X|<\varepsilon } зі збільшенням {\displaystyle n} необмежено наближається до нуля, то говорять, що послідовність {\displaystyle \{X_{n}\}_{n=1}^{\infty }} збігається за ймовірністю до величини {\displaystyle X}. 
Тобто,
{\displaystyle \forall \varepsilon >0,\;\lim \limits _{n\to \infty }P(|X_{n}-X|>\varepsilon )=0}.
Цю границю можна записати в інший спосіб:
{\displaystyle \forall \varepsilon >0,\;\lim \limits _{n\to \infty }P(|X_{n}-X|<\varepsilon )=1}.
Позначення збіжності за ймовірністю: {\displaystyle X_{n}{\stackrel {P}{\longrightarrow }}X}.

## Зауваження
Визначення збіжності за мірою (за ймовірністю) може бути узагальнене для відображень (випадкових елементів), що набувають значень у довільному метричному просторі.

## Властивості збіжності за мірою
- Якщо послідовність функцій {\displaystyle f_{n}} збігається за мірою до {\displaystyle f}, то з неї можна виділити підпослідовність {\displaystyle f_{n_{k}}}, що збігається до {\displaystyle f} {\displaystyle \mu } — майже всюди.

- Якщо послідовність функцій {\displaystyle f_{n}} збігається за мірою до {\displaystyle f}, і {\displaystyle \forall n\in \mathbb {N} ,\;|f_{n}|\leqslant g}, де {\displaystyle g\in L^{p},\;p\geqslant 1}, то {\displaystyle f_{n},f\in L^{p}}, і {\displaystyle f_{n}} збігається до {\displaystyle f} у {\displaystyle L^{p}}.

- Якщо послідовність функцій {\displaystyle f_{n}} збігається {\displaystyle \mu }-майже усюди до {\displaystyle f}, то вона збігається і за мірою. Навпаки, взагалі кажучи, невірно.

- Якщо послідовність функцій {\displaystyle f_{n}} збігається в {\displaystyle L^{p}} до {\displaystyle f}, то вона збігається і за мірою. Навпаки, взагалі кажучи, невірно.

- Якщо послідовність випадкових величин {\displaystyle X_{n}} збігається за ймовірністю до {\displaystyle X}, то вона збігається до {\displaystyle X} і за розподілом.